# 엄마가 아들에게, 사랑을 담아 하이킥
엄마가 아들에게, 사랑을 담아 하이킥!(Mom Kicks Son, With Love!)은 한국에서 제작된 이진영 감독의 2006년 드라마 영화이다. 윤미옥 등이 주연으로 출연하였다.

## 출연

### 주연
- 윤미옥
- 현준
- 장병갑

## 제작진
- 조명: 이만희
- 조명: 김용갑
- 붐어시스턴트: 곽민관
- 믹싱: 김윤상